# Puccinia sessilis
Puccinia sessilis ist eine Ständerpilzart aus der Ordnung der Rostpilze (Pucciniales). Der Pilz ist ein Endoparasit von Aronstabgewächsen, Schwertliliengewächsen, Liliengewächsen und Orchideen sowie von Schwingeln und Glanzgräsern. Symptome des Befalls durch die Art sind Rostflecken und Pusteln auf den Blattoberflächen der Wirtspflanzen. Sie ist holarktisch verbreitet.

## Merkmale

### Makroskopische Merkmale
Puccinia sessilis ist mit bloßem Auge nur anhand der auf der Oberfläche des Wirtes hervortretenden Sporenlager zu erkennen. Sie wachsen in Nestern, die als gelbliche bis braune Flecken und Pusteln auf den Blattoberflächen erscheinen.

### Mikroskopische Merkmale
Das Myzel von Puccinia sessilis wächst wie bei allen Puccinia-Arten interzellulär und bildet Saugfäden, die in das Speichergewebe des Wirtes wachsen. Die Aecien der Art besitzen 18–25 × 15–20 µm große, ellipsoide bis kugelige und hyalin-gelbliche Aeciosporen. Die zimtbraunen Uredien der Art wachsen beidseitig auf den Blättern der Wirtspflanze. Ihre goldenen bis zimtbraunen Uredosporen sind für gewöhnlich breitellipsoid bis eiförmig, 27–32 × 22–26 µm groß und fein stachelwarzig. Die beidseitig wachsenden Telien der Art sind schwarz und lange bedeckt. Die hell haselnussbraunen Teliosporen des Pilzes sind zweizellig, in der Regel lang keulenförmig bis länglich und 40–56 × 18–23 µm groß. Ihre Stiele sind bräunlich und bis zu 15 µm lang.

## Verbreitung
Das bekannte Verbreitungsgebiet von Puccinia sessilis umfasst die gesamte Holarktis.

## Ökologie
Die Wirtspflanzen von Puccinia sessilis sind für den Haplonten Aronstabgewächse (Araceae spp.), Schwertliliengewächsen (Iridaceae spp.), Liliengewächsen (Liliaceae spp.) und Orchideen (Orchidaceae spp.) sowie Schwingel (Festuca spp.) für den Dikaryonten. Der Pilz ernährt sich von den im Speichergewebe der Pflanzen vorhandenen Nährstoffen, seine Sporenlager brechen später durch die Blattoberfläche und setzen Sporen frei. Die Art verfügt über einen Entwicklungszyklus mit Telien, Uredien, Spermogonien und Aecien und macht einen Wirtswechsel durch.